# Meiji-Schrein

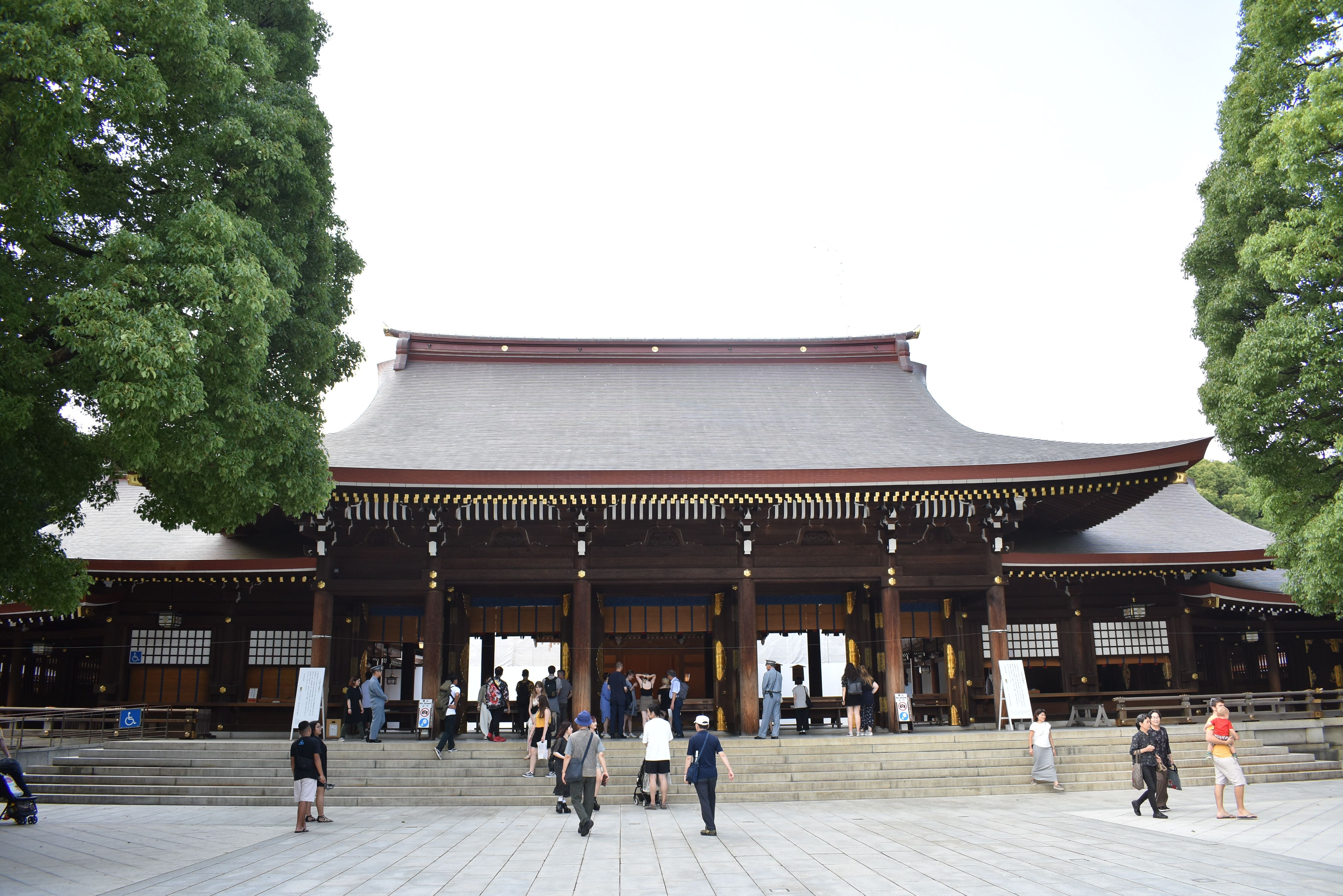
Das zentrale Heiligtum, in dem der Meiji-tennō verehrt wird. Die Dächer im Schrein sind aus Kupfer und durch Spenden von Gläubigen finanziert.

Meiji-jingū (japanisch 明治神宮 Meiji-jingū), gelegen im Tokioter Stadtbezirk Shibuya in Japan nahe dem Bahnhof Harajuku, ist der Shintō-Schrein, der den Seelen des Meiji-tennō und seiner Frau Shōken-kōtaigo gewidmet ist. Begraben ist der Meiji-tennō hingegen auf dem Fushimi-momoyama im Süden von Kyoto. Der Schrein gehört zu den Chokusaisha.

## Übersicht
Der Meiji-tennō starb 1912, seine Frau 1914. Nach ihrem Tod wurde der Schrein zu ihrer Verehrung im beliebten Baustil nagare-zukuri (流造) auf einem Grundstück errichtet, das zunächst dem General Katō Kiyomasa (1562–1611) übertragen wurde und zuletzt eine Nebenresidenz Ii Naosukes war, der als Kanzler den Tokugawa diente. Die Bauarbeiten begannen 1912 und wurden 1920 abgeschlossen. Die Baukosten hatten 20 Millionen Yen betragen, die größtenteils aus Spenden stammten. Am 1. November 1920 wurde der Schrein eingeweiht. Dieser Tag gilt als Jahrestag des Schreins, an dem auch das große Herbstfest ausgerichtet wird.
Der Bau wurde bei seiner Eröffnung gepriesen als „das feinst ausgearbeitete Shintodenkmal, das jemals errichtet wurde“:

„An dem ganzen Wunderbau ist nur Handarbeit. Ehe man zur Ausführung des Gedächtnisbaues schritt, war die Architektur aller in Japan existierenden Shintoschreine studiert worden. […] Alle andern in Japan bei Gedächtnisschreinen oder Tempeln üblichen Haupt- und Nebenbauten sind in höchster Vollendung ausgeführt. An Vergoldung ist nicht gespart […]. Das ganze ist nach dem Tokio-Korrespondenten der ‚Times‘ der feinste Ausdruck japanischer Holzbaukunst und vereinigt die größte Einfachheit mit der äußersten Würde.“

Der Schrein wurde von amerikanischen Bomben am 1. April 1945 zerstört, nach Kriegsende aber wieder aufgebaut, wozu sich an die 110.000 Freiwillige für die Arbeiten einfanden. Die gegenwärtigen Bauten stammen aus dem Jahr 1958.
Meiji-tennō und Shōken-kōtaigo teilen sich den honden und werden beide an ihren Todestagen mit besonderen Zeremonien verehrt: Shōken-kōtaigo am 11. April (Shōken-kotaigō-sai), Meiji-tennō am 30. Juli (Meiji-tennō-sai). Das bedeutendste Fest des Schreins findet am Geburtstag des Meiji-tennō am 3. November statt und dauert fünf Tage. Millionen von Besuchern nehmen an den ausgerichteten Spielen und Wettbewerben teil, darunter traditionelle Tänze, Gesang und Musik, Lyrik, Nō, Sumō, Yabusame, Filme, Ausstellungen von Kunst, Chrysanthemen und Blumenarrangements, Samurai-Künste, Märchenerzählungen, Teezeremonien, Fackelprozessionen, Kuchen, Böller und Feuerwerk.
Während der ersten zwei bis drei Tage des neuen Jahres (hatsumōde) verzeichnet der Schrein ca. fünf Millionen Besucher.
Das Gelände des Schreines besteht aus drei Bereichen: dem inneren Bezirk (Naien) mit den Schrein-Gebäuden, dem äußeren Bezirk (Gaien) mit der Meiji-Gedächtnisgalerie und Sportanlagen, sowie der Meiji-Gedächtnishalle. Diese Gebiete sind von einem immergrünen Wald aus 120.000 Bäumen von 365 verschiedenen Arten bedeckt, die von Menschen aus allen Teilen Japans gespendet wurden, als der Schrein errichtet wurde. Dieser 0,7 km² große Wald wird von vielen Menschen besucht, sowohl aus religiösen Gründen, als auch als Erholungsgebiet im Zentrum Tokios. Der Gaien dient auch als Zeremonienort für Shintō-Hochzeiten.

## Bilder

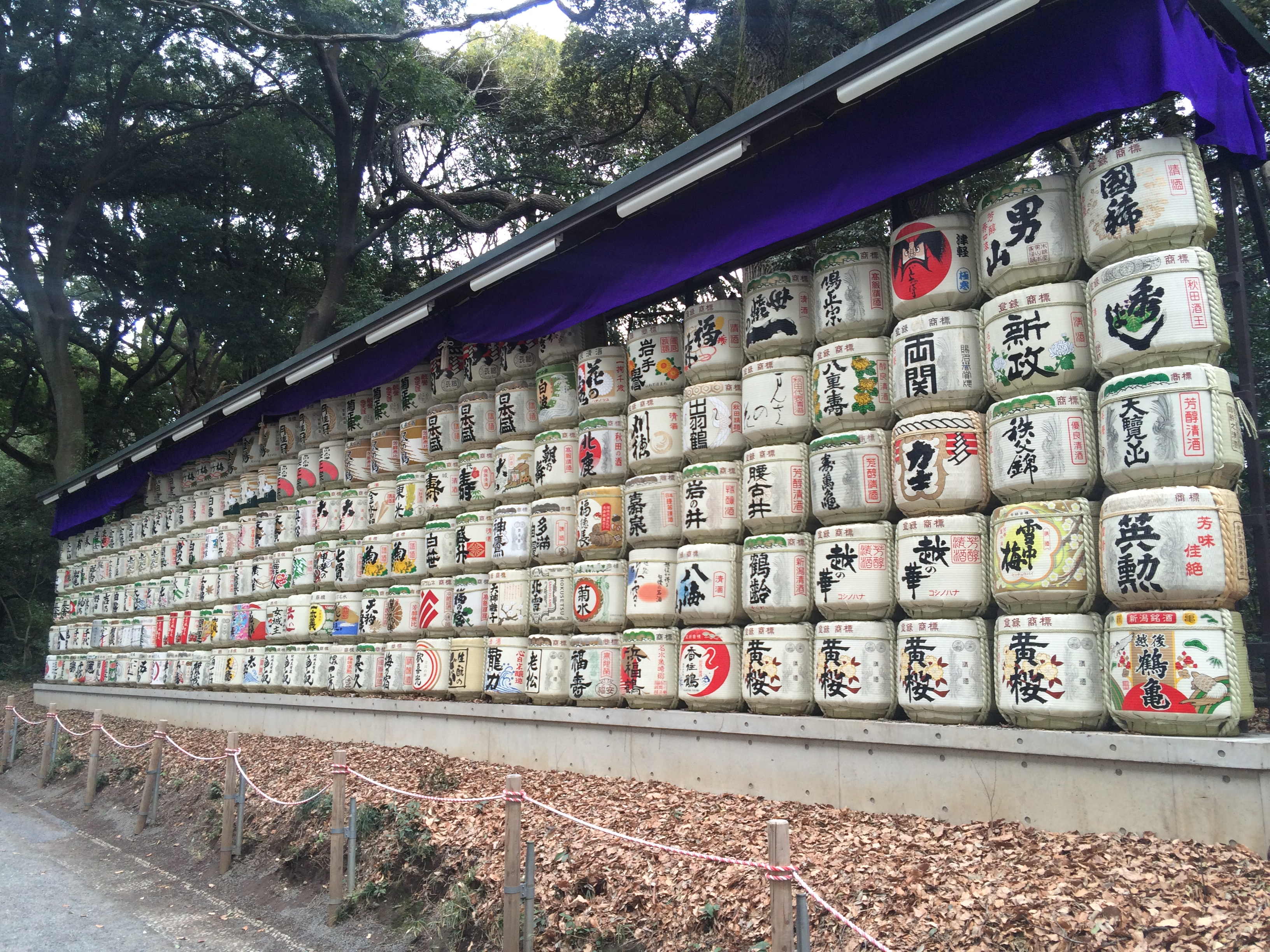
Sake-Fässer, die dem Schrein gespendet wurden.
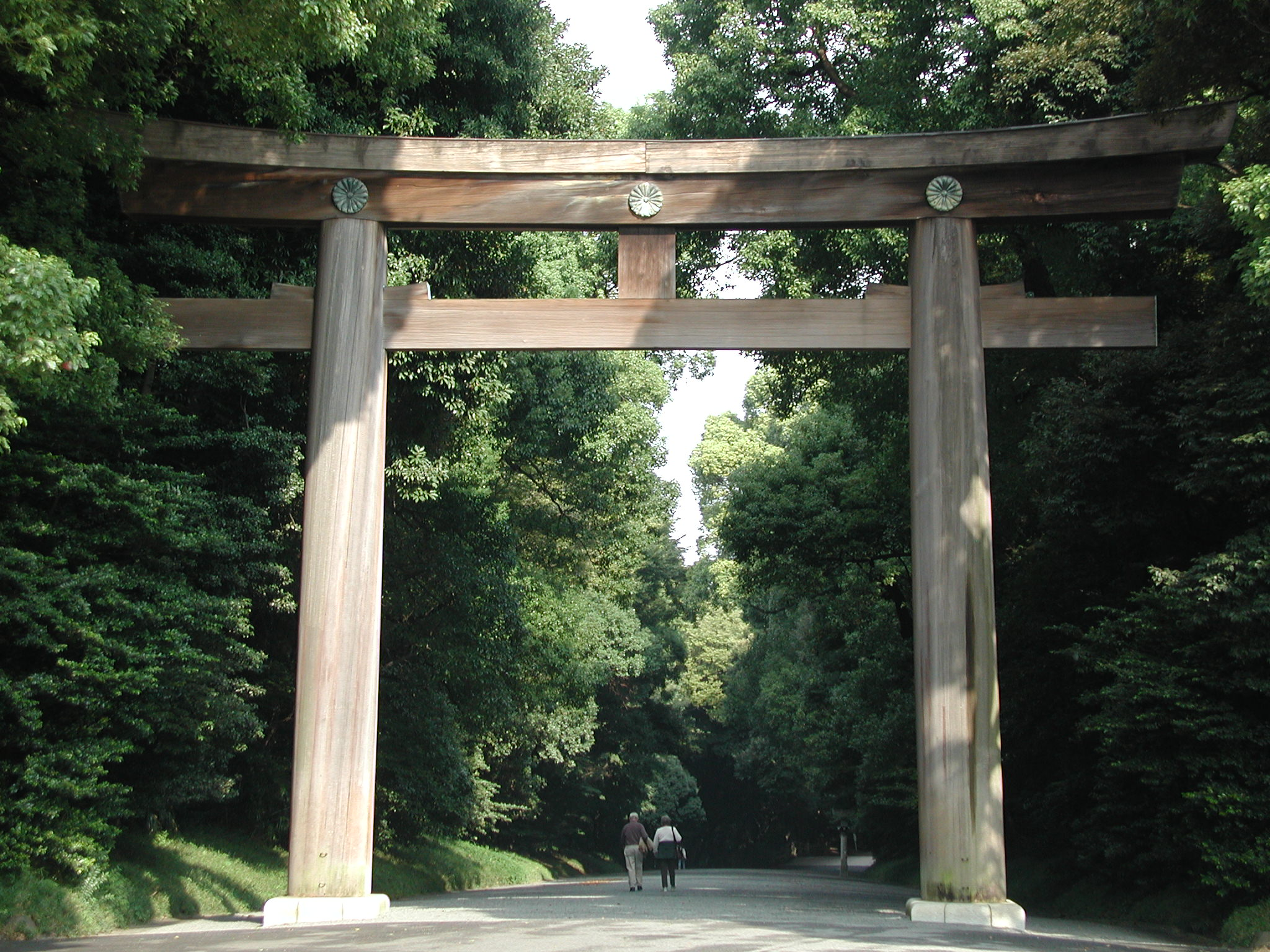
Dieses Torii steht am Eingang zum Schrein.
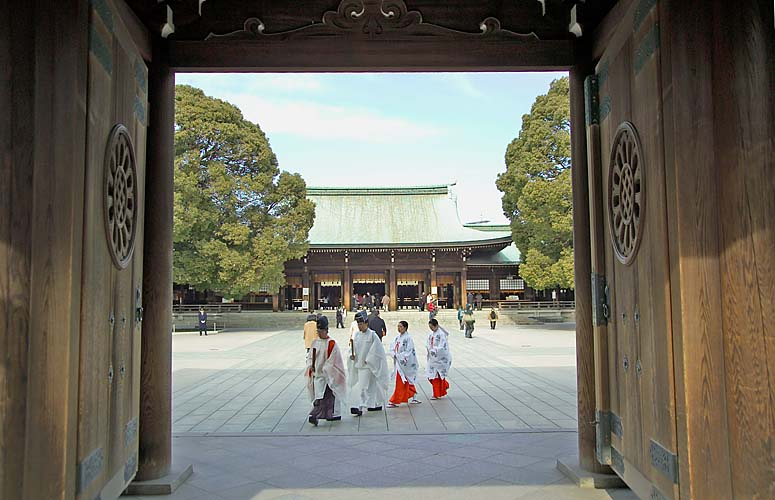
Priester und Miko in traditioneller Kleidung bei der Vorbereitung einer Heirat am Meiji-Schrein.
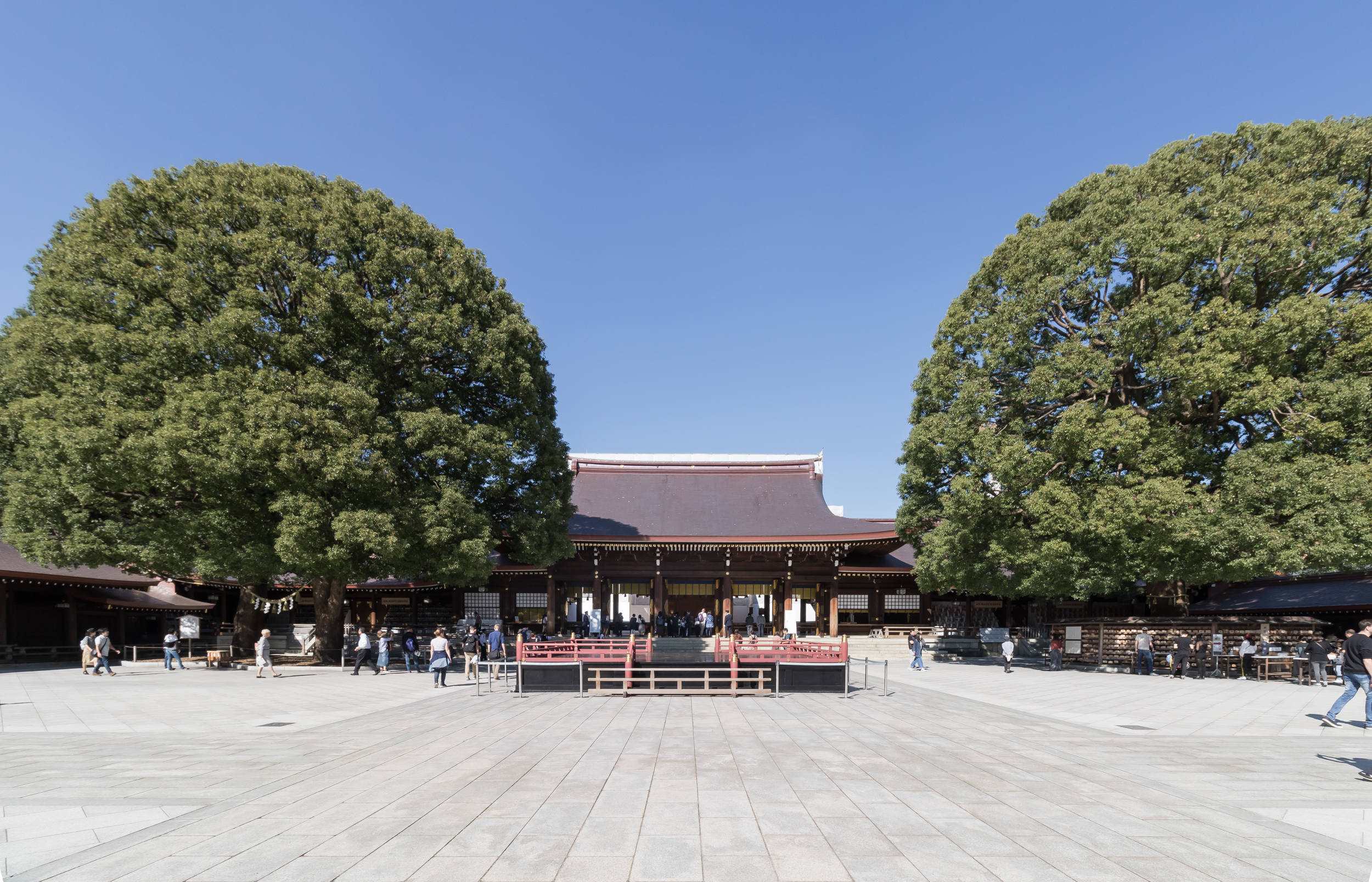
Volle Sicht auf den Schrein
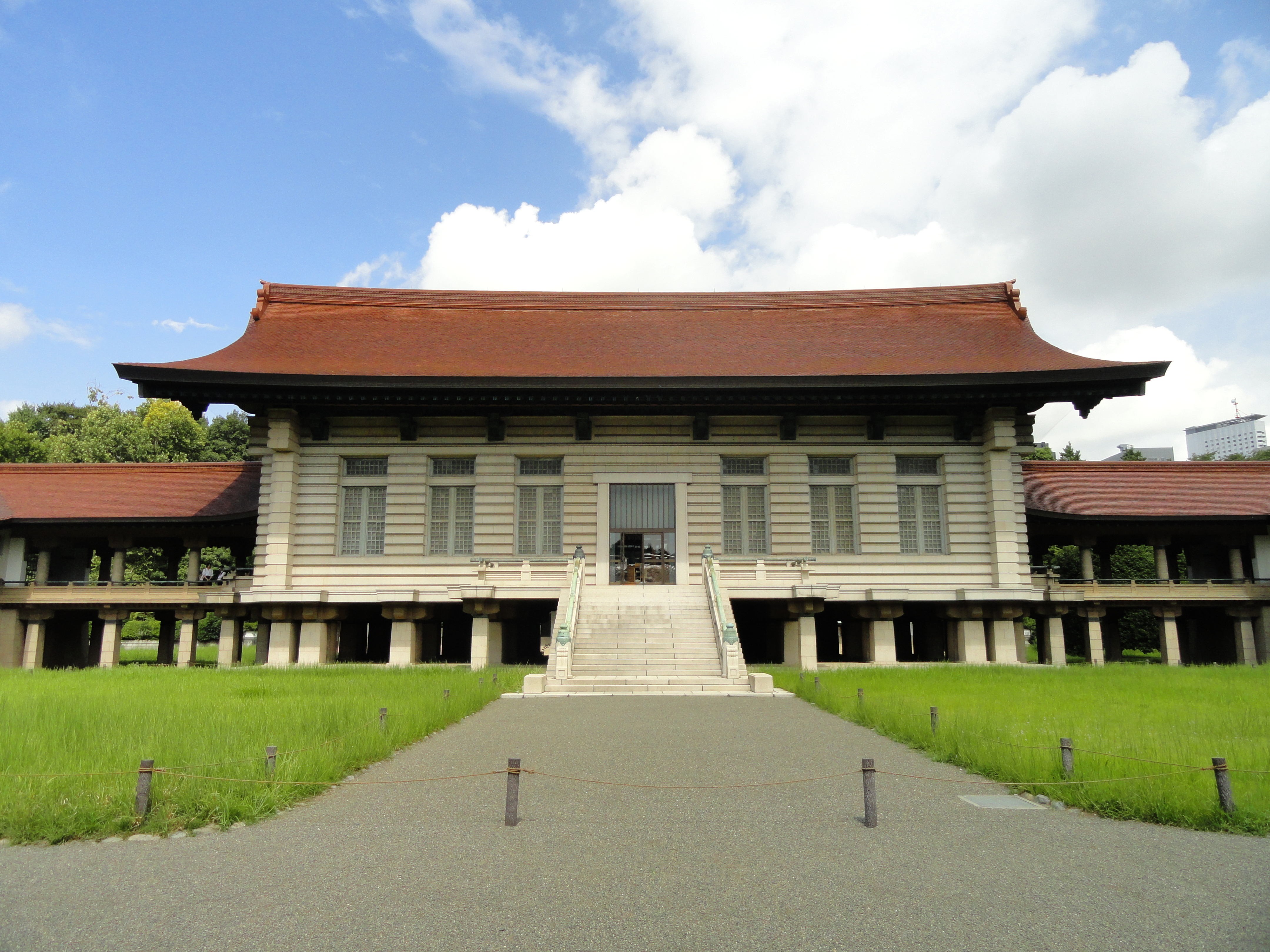
Das Schatzmuseum im inneren Bezirk
- Der Meiji-Schrein an einem regnerischen Tag